# Toshio Irie
Toshio Irie (jap. 入江 稔夫 Irie Toshio; * 5. November 1911 in Takatsuki; † 8. Mai 1974 ebenda) war ein japanischer Schwimmer.

## Karriere
Irie nahm 1928 erstmals an Olympischen Spielen teil. In Amsterdam erreichte er im Wettbewerb über 100 m Rücken den vierten Rang und verpasste somit knapp eine Medaille. Im Oktober desselben Jahres brach der Japaner den Weltrekord über 200 m Rücken. 1928 gewann er zusätzlich noch die nationalen Titel über 100 m und 200 m Rücken. Im Jahr 1930 sicherte sich der Schwimmer Silber bei den Far Eastern Games über 100 m Rücken. 1932 folgte seine zweite olympische Teilnahme. Bei den Spielen in Los Angeles wurde er in der Disziplin 100 m Rücken Zweiter und sicherte sich somit Silber.
Neben dem Sport besuchte der Japaner die Waseda-Universität in Tokio und war später für Eagle Clamp Co. tätig, dessen Direktor er wurde.